# 南卡羅萊納省

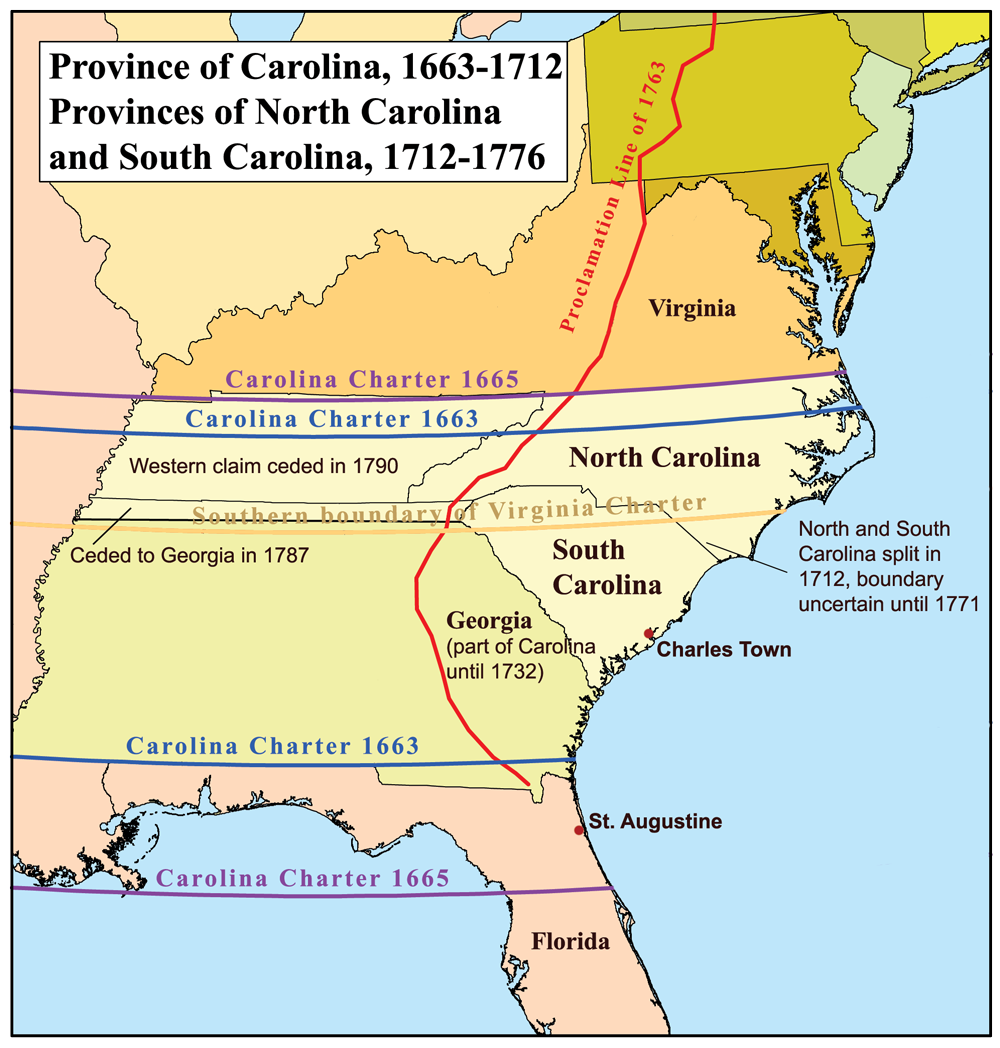
顯示南英屬北美殖民地地圖，顯示卡羅萊納省的位置

南卡羅萊納省（英語：Province of South Carolina），又稱南卡羅萊納殖民地，原為英屬美洲的卡羅萊納省，1663年獲得8名大地主發出特許狀。該省後來成為南卡羅萊納州。